# Bernhard Freuler

Rheinwaldgletscher

Bernhard Freuler (* 23. August 1796 in Schaffhausen; † 18. März 1858 ebenda) war ein Schweizer Maler, Grafiker, Radierer, Zeichenlehrer, Archivar und Landschaftsgärtner.

## Leben und Werk
Bernhard Freuler studierte ab August 1816 an der Akademie der Bildenden Künste München, anschliessend an der Akademie der bildenden Künste Wien. 1833 wurde er zum ersten städtischen Registrator und Archivar Schaffhausens gewählt.
Als Maler und Grafiker wurde er vor allem durch seine Landschaften bekannt.
Bernhard Freuler war der Vater von Hermann Freuler und ein Urgrossvater des Naturschützers Arthur Uehlinger (1896–1983) und des Pathologen Erwin Uehlinger.